# Yūya Yamagishi
Yūya Yamagishi (山岸 祐也?, Yamagishi Yūya; Chiba, 29 agosto 1993) è un calciatore giapponese, attaccante del Nagoya Grampus.

## Palmarès

### Club

#### Competizioni nazionali
- Coppa J. League: 1

Avispa Fukuoka: 2023